# 大越駅
大越駅（おおごええき）は、福島県田村市大越町上大越字鷹待田（たかまちだ）にある、東日本旅客鉄道（JR東日本）磐越東線の駅である。

## 歴史
- 1915年（大正4年）3月21日：国有鉄道平郡西線（のちの磐越東線）の大越駅（おおこええき）として開業[2][3]。
- 1950年（昭和25年）1月16日：「おおごええき」に呼称変更[2]。
- 1963年（昭和38年）6月：住友セメント田村工場の操業が開始し、専用線も開業[3]。
- 1984年（昭和59年）2月1日：荷物の取り扱いを廃止[4]。
- 1986年（昭和61年）10月21日：専用線発着を除く車扱貨物の取り扱いを廃止[4]。
- 1987年（昭和62年）4月1日：国鉄分割民営化により、東日本旅客鉄道・日本貨物鉄道の駅となる[4][3]。
- 2000年（平成12年）3月10日：貨物列車発着の最終日[3]。
- 2001年（平成13年）4月1日：日本貨物鉄道の駅が廃止され、貨物の取り扱いが終了[3]。
- 2016年（平成28年）4月1日：無人化。同時に三春駅の業務委託化に伴い、管理駅を郡山駅に変更。
- 2024年（令和6年）10月1日：えきねっとQチケのサービスを開始[1][5]。

## 駅構造
島式ホーム1面2線を持つ地上駅で、郡山駅管理の無人駅である。かつてはJR東日本東北総合サービス受託の業務委託駅で、座席指定券の取り扱いも行っていたが、2016年（平成28年）に無人化された。
菅谷駅方面に向けて、住友大阪セメント田村工場へ至る専用線が分岐していたが、工場の閉鎖に伴い2000年（平成12年）に廃止された。廃止時は郡山貨物ターミナル駅へのセメント輸送が残っていたのみであったが、1998年（平成10年）まで広田駅、1999年（平成11年）までは安積永盛駅へも輸送されていた。

### のりば
| 番線 | 路線      | 方向 | 行先       |
| ---- | --------- | ---- | ---------- |
| 1    | ■磐越東線 | 下り | 郡山方面   |
| 2    | ■磐越東線 | 上り | いわき方面 |

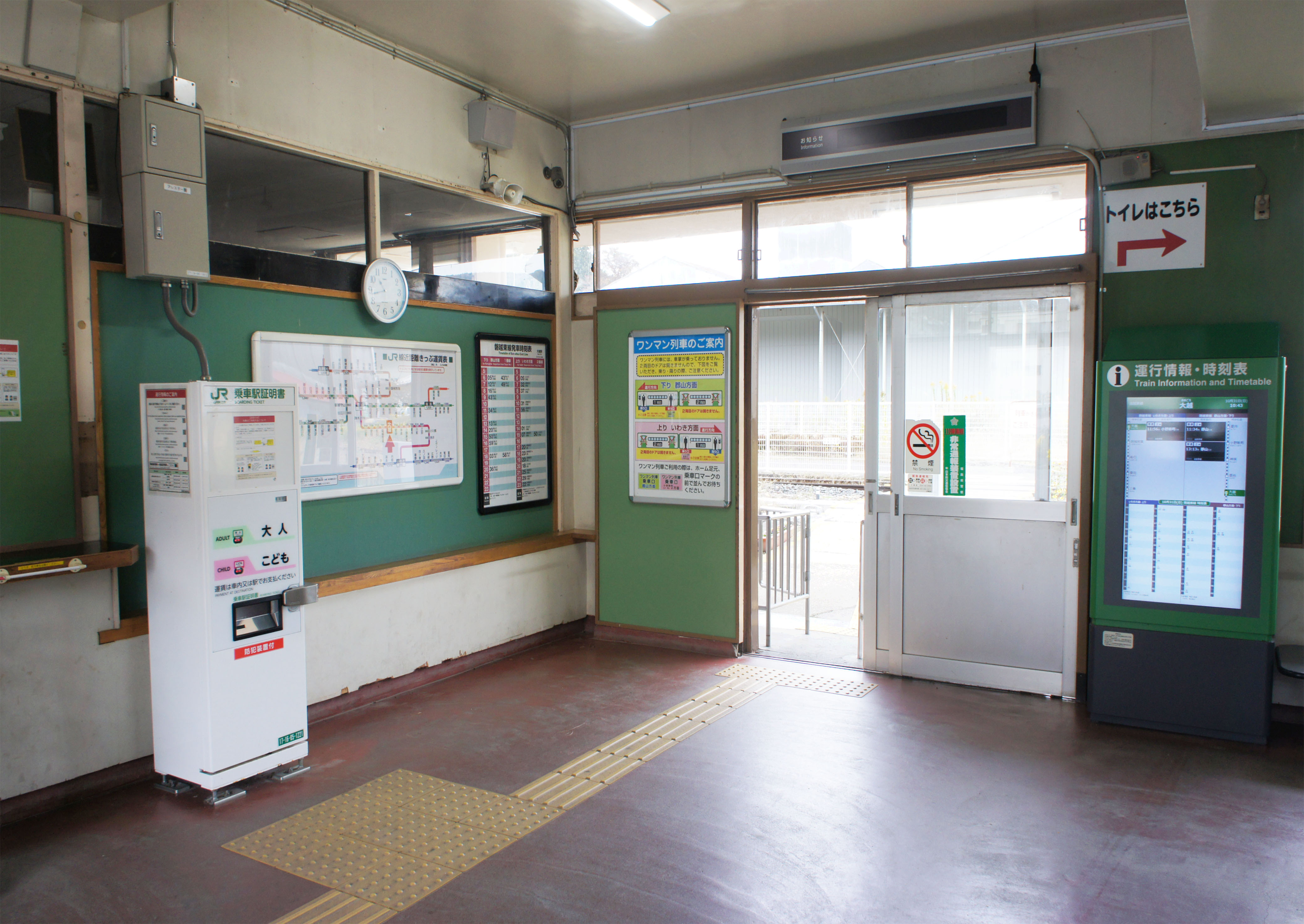
改札口（2021年10月）
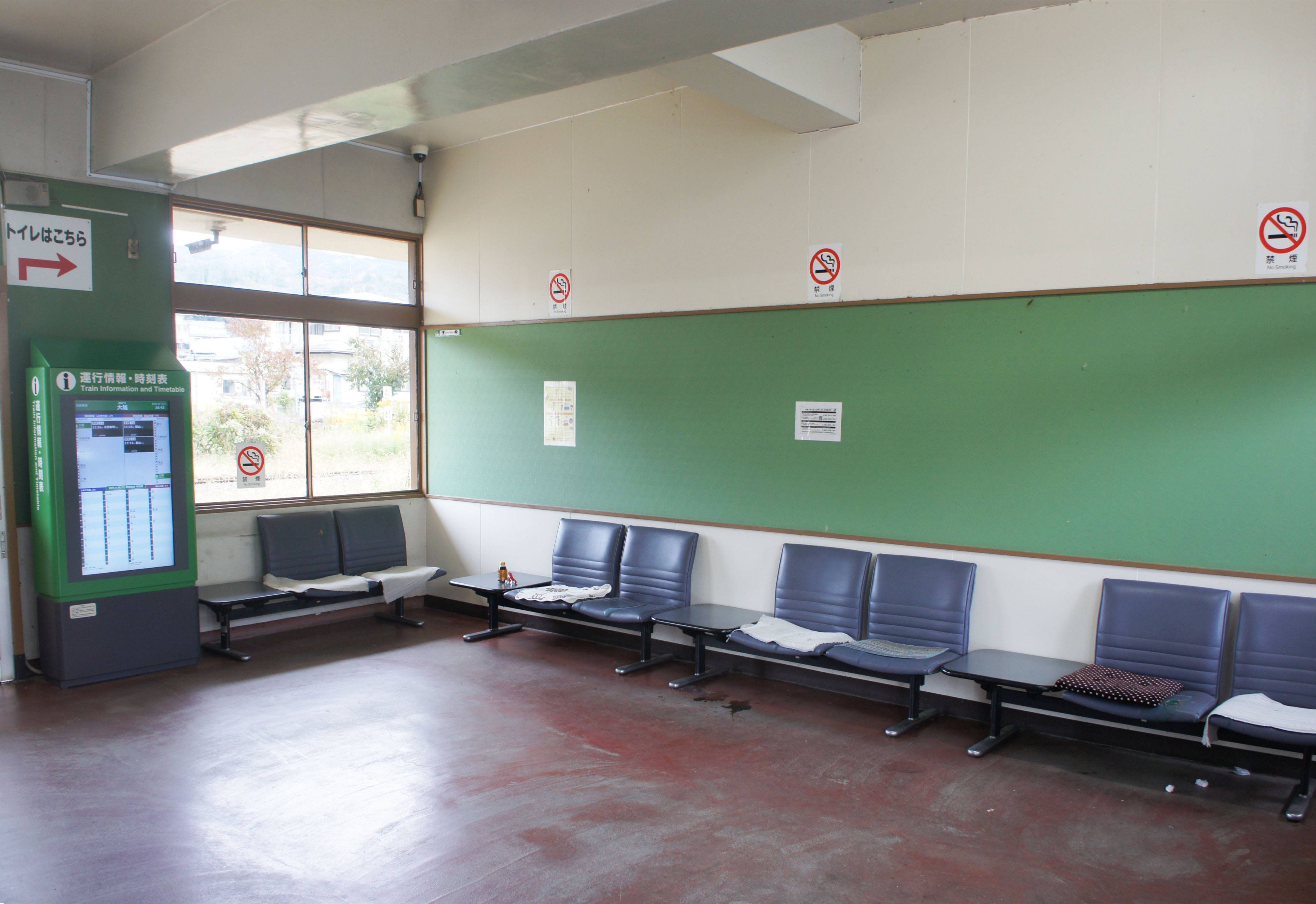
待合室（2021年10月）
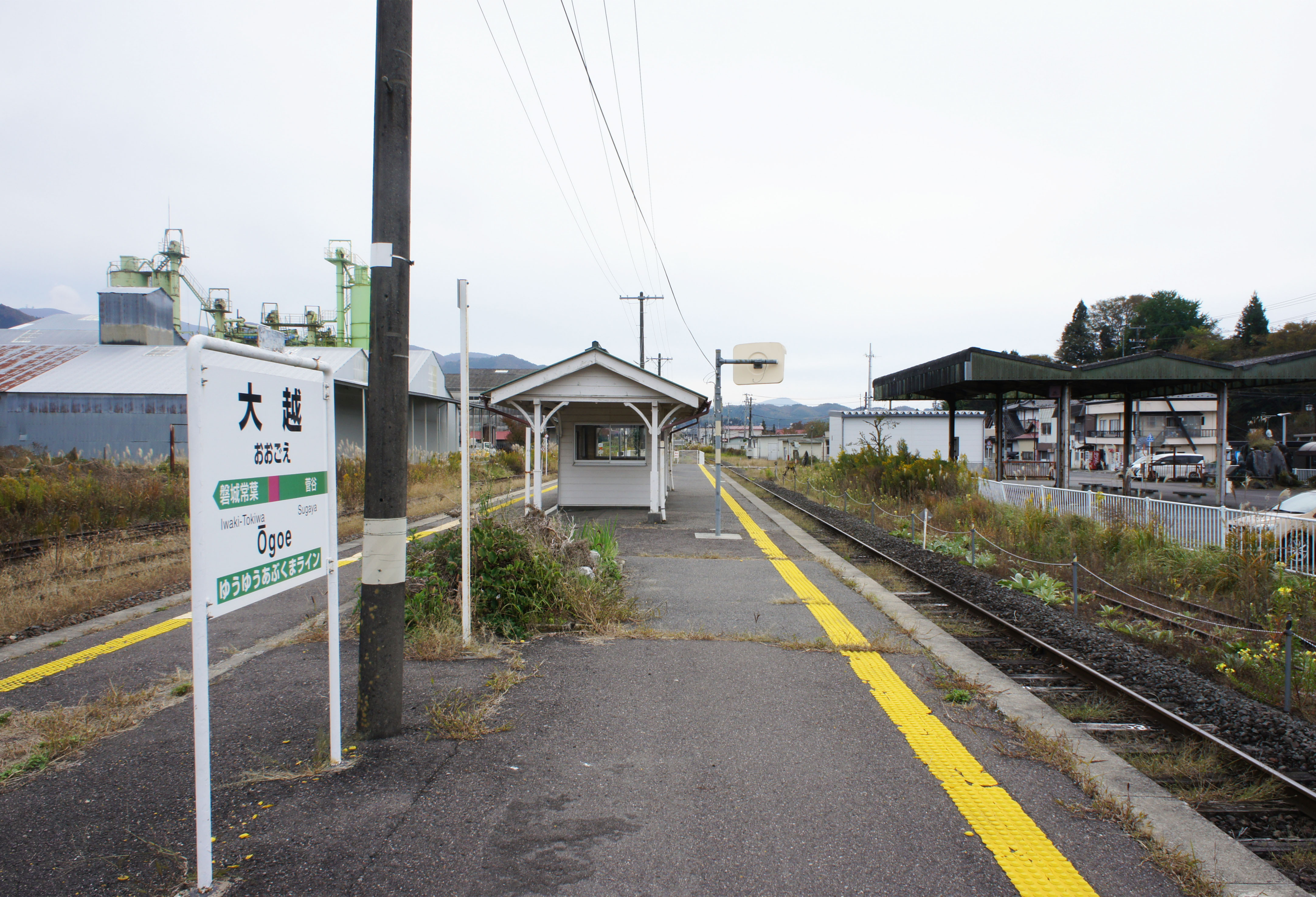
ホーム（2021年10月）
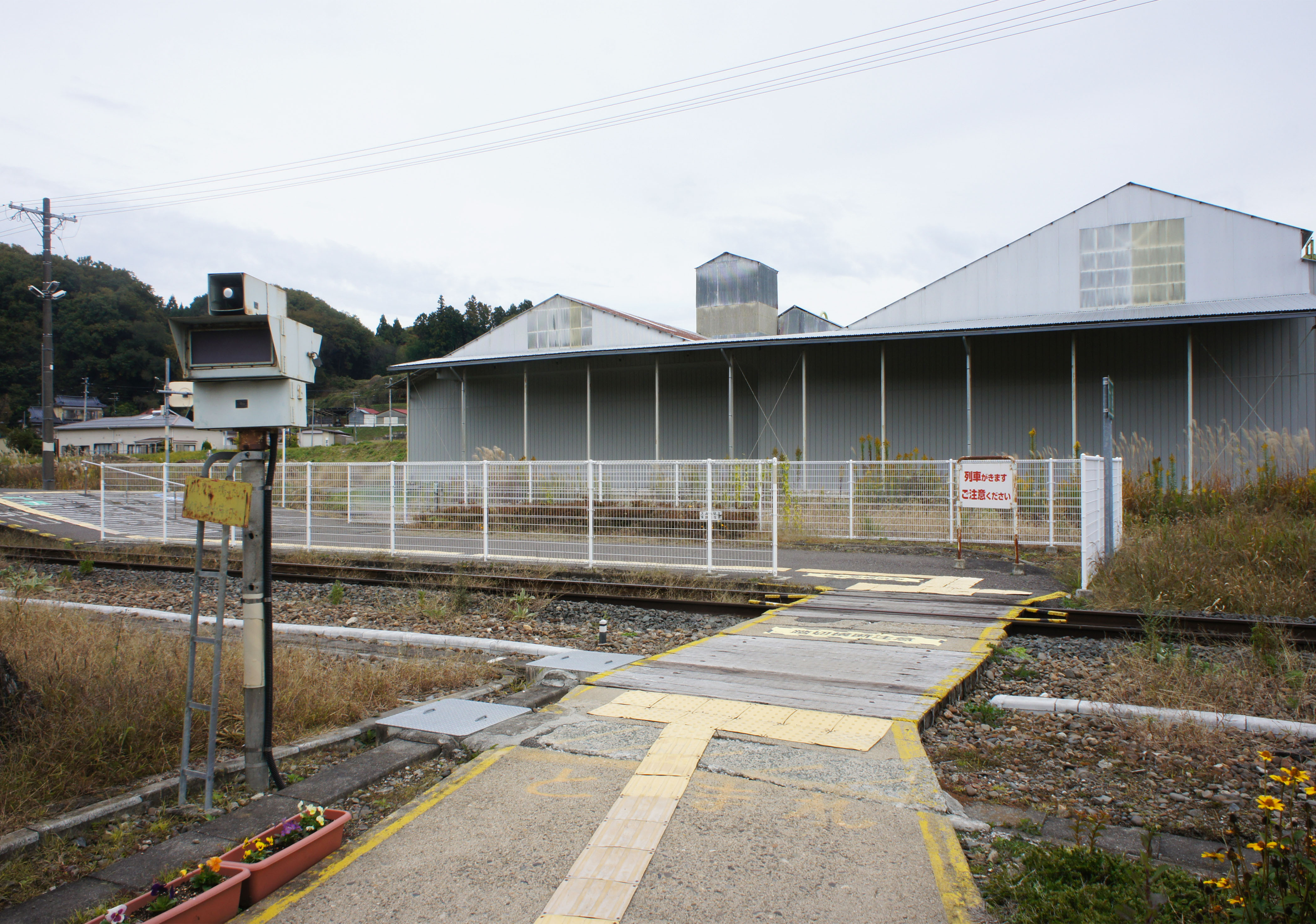
構内踏切（2021年10月）

## 利用状況
JR東日本によると、2000年度（平成12年度）- 2015年度（平成27年度）の1日平均乗車人員の推移は以下のとおりであった。
| 1日平均乗車人員推移 | 1日平均乗車人員推移 | 1日平均乗車人員推移 | 1日平均乗車人員推移 | 1日平均乗車人員推移 |
| 年度                | 定期外              | 定期                | 合計                | 出典                |
| ------------------- | ------------------- | ------------------- | ------------------- | ------------------- |
| 2000年（平成12年）  |                     |                     | 336                 | [ 利用客数 1 ]      |
| 2001年（平成13年）  |                     |                     | 316                 | [ 利用客数 2 ]      |
| 2002年（平成14年）  |                     |                     | 298                 | [ 利用客数 3 ]      |
| 2003年（平成15年）  |                     |                     | 263                 | [ 利用客数 4 ]      |
| 2004年（平成16年）  |                     |                     | 265                 | [ 利用客数 5 ]      |
| 2005年（平成17年）  |                     |                     | 261                 | [ 利用客数 6 ]      |
| 2006年（平成18年）  |                     |                     | 266                 | [ 利用客数 7 ]      |
| 2007年（平成19年）  |                     |                     | 253                 | [ 利用客数 8 ]      |
| 2008年（平成20年）  |                     |                     | 272                 | [ 利用客数 9 ]      |
| 2009年（平成21年）  |                     |                     | 245                 | [ 利用客数 10 ]     |
| 2010年（平成22年）  |                     |                     | 235                 | [ 利用客数 11 ]     |
| 2011年（平成23年）  |                     |                     | 215                 | [ 利用客数 12 ]     |
| 2012年（平成24年）  | 56                  | 175                 | 232                 | [ 利用客数 13 ]     |
| 2013年（平成25年）  | 52                  | 170                 | 223                 | [ 利用客数 14 ]     |
| 2014年（平成26年）  | 48                  | 158                 | 207                 | [ 利用客数 15 ]     |
| 2015年（平成27年）  |                     |                     | 216                 | [ 利用客数 16 ]     |

## 駅周辺
- 福島さくら農業協同組合大越支店
- 大越郵便局
- 牧野川
- 見渡神社
- 福島県道19号船引大越小野線
- 福島県道112号富岡大越線
- 田村警察署大越駐在所
- 片倉コープアグリ大越工場
- 旭鉱末大越工場

## 隣の駅
東日本旅客鉄道（JR東日本）
■磐越東線
菅谷駅 - 大越駅 - 磐城常葉駅

### 記事本文
1. 1 2 3 4  “駅の情報（大越駅）：JR東日本”.   東日本旅客鉄道. 2024年8月25日時点のオリジナルよりアーカイブ。2024年10月27日閲覧。
2. 1 2 3 4 5 6 7  『週刊 JR全駅・全車両基地』 50号 郡山駅・会津若松駅・三春駅ほか、朝日新聞出版〈週刊朝日百科〉、2013年8月4日、27頁。
3. 1 2 3 4 5 6  曽根悟（監修）（著）、朝日新聞出版分冊百科編集部（編集）（編）「磐越西線・只見線・磐越東線」『週刊 歴史でめぐる鉄道全路線 国鉄・JR』第6号、朝日新聞出版、2009年8月16日、25頁。
4. 1 2 3  石野哲（編）『停車場変遷大事典 国鉄・JR編 Ⅱ』（初版）JTB、1998年10月1日、513頁。ISBN 978-4-533-02980-6。
5. ↑  『Suicaエリア外もチケットレスで! 東北エリアから「えきねっとＱチケ」がはじまります』（PDF）（プレスリリース）東日本旅客鉄道、2024年7月11日。オリジナルの2024年7月11日時点におけるアーカイブ。2024年7月31日閲覧。
6. 1 2  “JR東日本：駅構内図・バリアフリー情報（大越駅）”.   東日本旅客鉄道. 2024年10月27日閲覧。

### 利用状況
1. ↑  “各駅の乗車人員（2000年度）”.   東日本旅客鉄道. 2019年2月24日閲覧。
2. ↑  “各駅の乗車人員（2001年度）”.   東日本旅客鉄道. 2019年2月24日閲覧。
3. ↑  “各駅の乗車人員（2002年度）”.   東日本旅客鉄道. 2019年2月24日閲覧。
4. ↑  “各駅の乗車人員（2003年度）”.   東日本旅客鉄道. 2019年2月24日閲覧。
5. ↑  “各駅の乗車人員（2004年度）”.   東日本旅客鉄道. 2019年2月24日閲覧。
6. ↑  “各駅の乗車人員（2005年度）”.   東日本旅客鉄道. 2019年2月24日閲覧。
7. ↑  “各駅の乗車人員（2006年度）”.   東日本旅客鉄道. 2019年2月24日閲覧。
8. ↑  “各駅の乗車人員（2007年度）”.   東日本旅客鉄道. 2019年2月24日閲覧。
9. ↑  “各駅の乗車人員（2008年度）”.   東日本旅客鉄道. 2019年2月24日閲覧。
10. ↑  “各駅の乗車人員（2009年度）”.   東日本旅客鉄道. 2019年2月24日閲覧。
11. ↑  “各駅の乗車人員（2010年度）”.   東日本旅客鉄道. 2019年2月24日閲覧。
12. ↑  “各駅の乗車人員（2011年度）”.   東日本旅客鉄道. 2019年2月24日閲覧。
13. ↑  “各駅の乗車人員（2012年度）”.   東日本旅客鉄道. 2019年2月24日閲覧。
14. ↑  “各駅の乗車人員（2013年度）”.   東日本旅客鉄道. 2019年2月24日閲覧。
15. ↑  “各駅の乗車人員（2014年度）”.   東日本旅客鉄道. 2019年2月24日閲覧。
16. ↑  “97 鉄道輸送状況” (xls). 第131回 福島県統計年鑑.   福島県 (2017年4月27日). 2024年10月27日閲覧。